# Potentilla clusiana
Potentilla clusiana är en rosväxtart som beskrevs av Nikolaus Joseph von Jacquin. Potentilla clusiana ingår i Fingerörtssläktet som ingår i familjen rosväxter. Inga underarter finns listade i Catalogue of Life.

## Bildgalleri

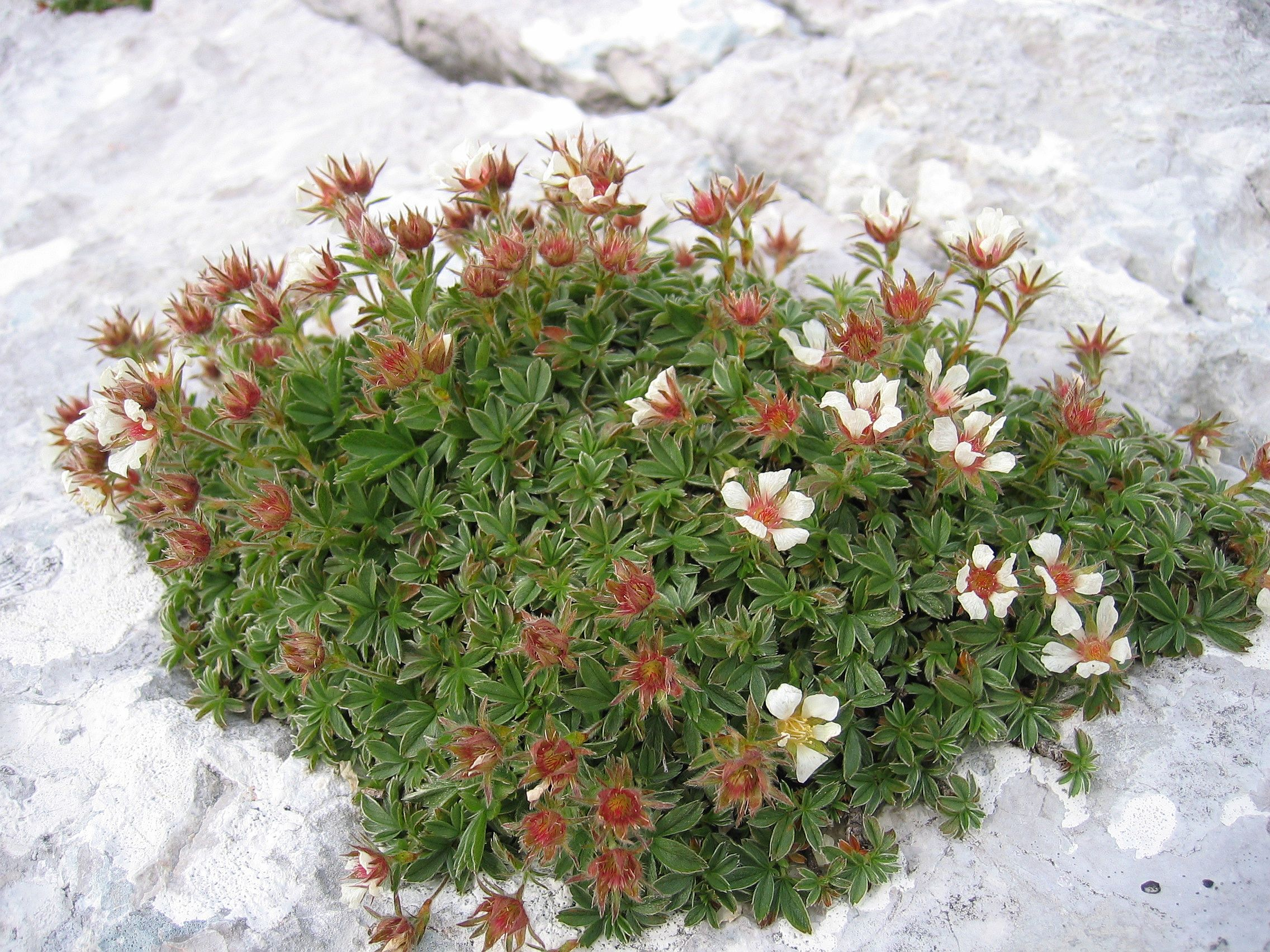
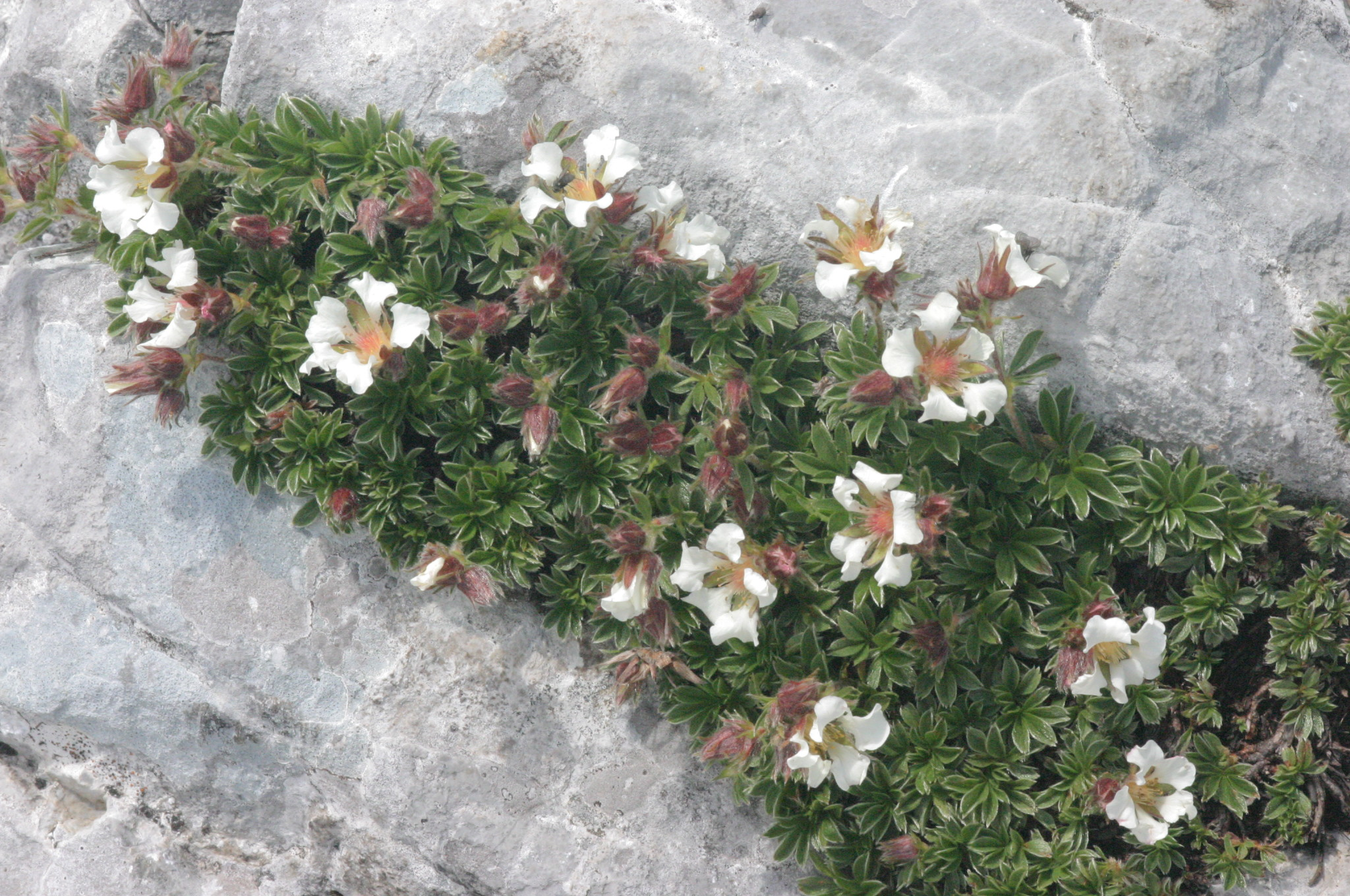
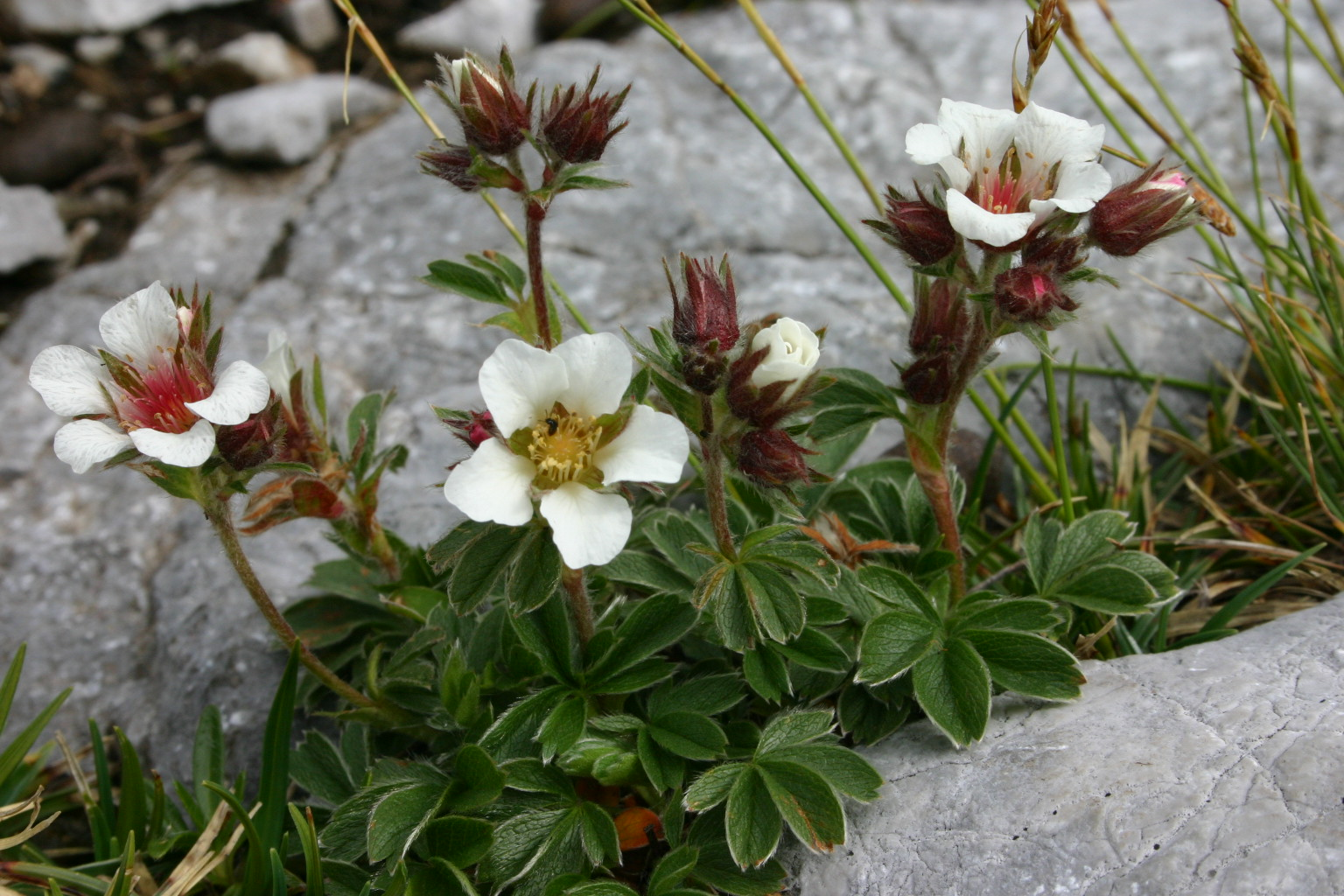
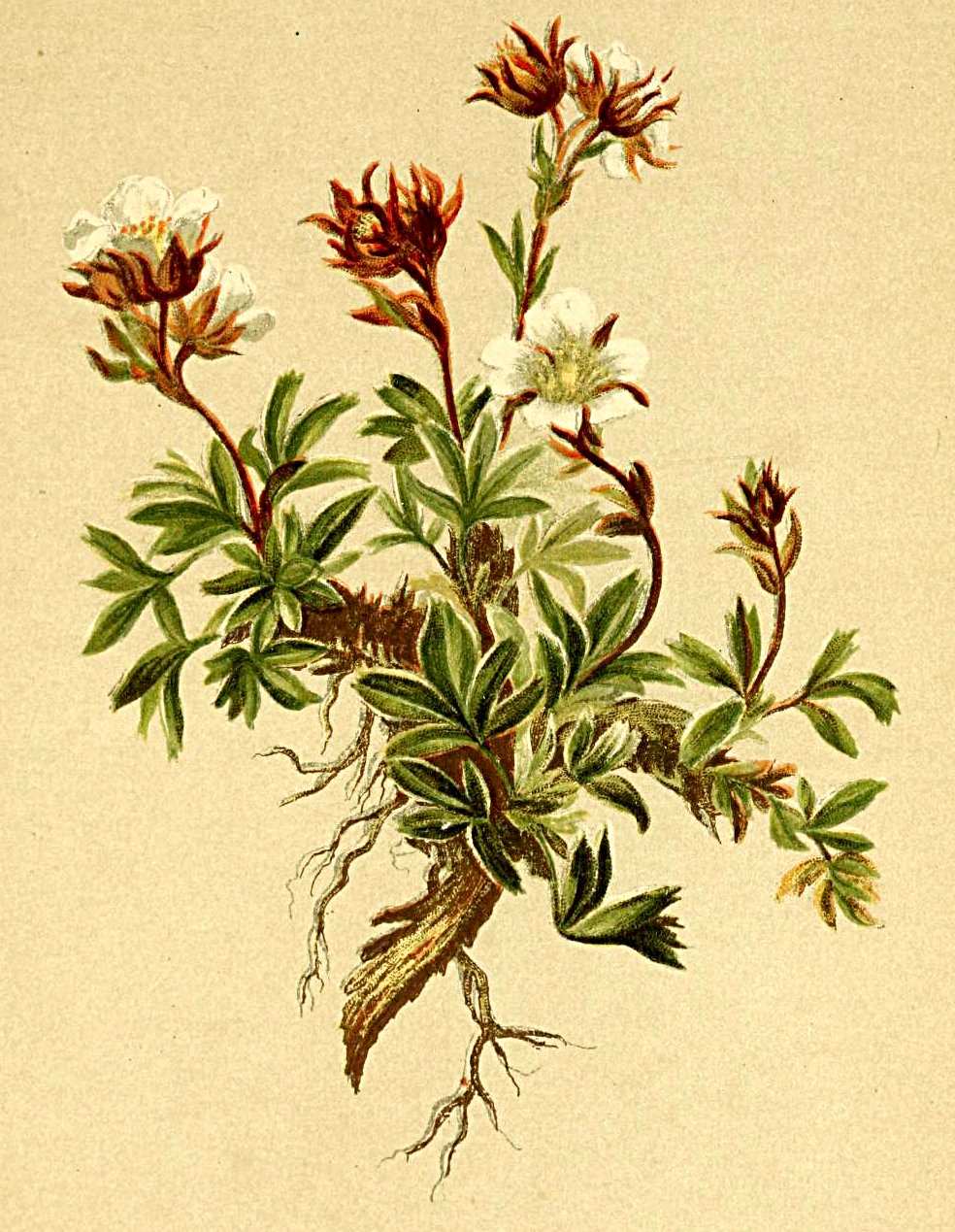
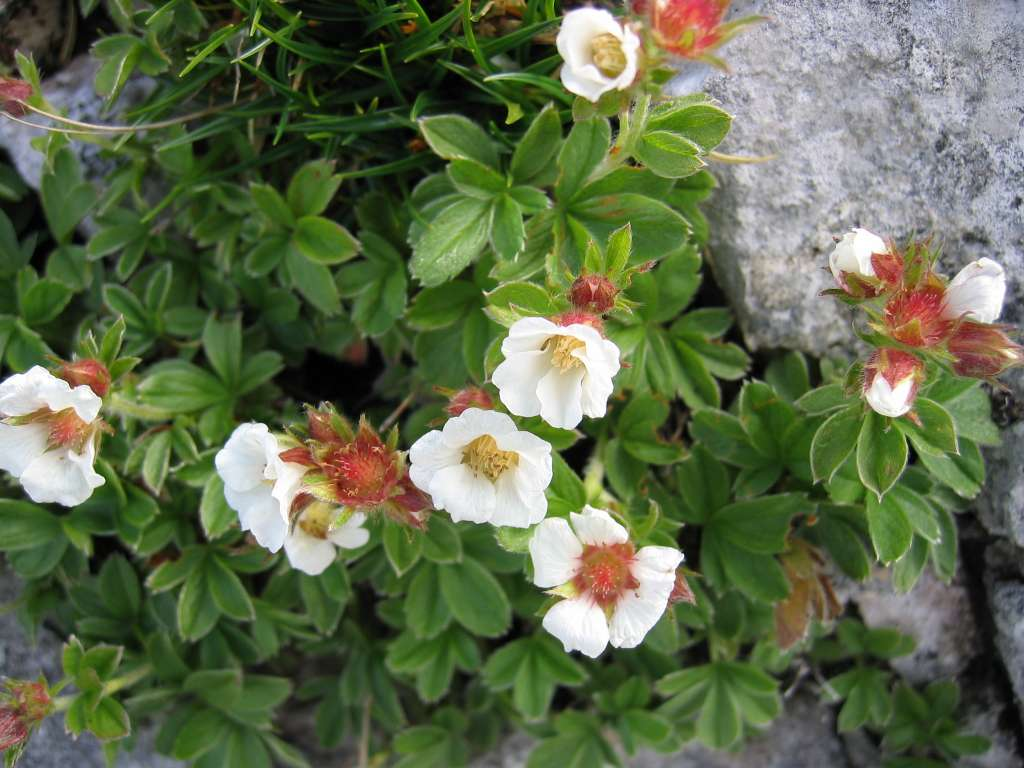